# 鍵盤男子
鍵盤男子（けんばんだんし）は、日本のピアニスト・作曲家・中村匡宏（なかむら くにひろ） によるピアノプロジェクト。2011年にピアニスト・大井健（おおい たけし）と作曲家・中村匡宏（なかむら くにひろ）により結成。2020年に大井健が「勇退」した。

## 来歴・活動
2011年に結成、コンサートを中心に活動。2014年にはアルバム『Bon Voyage』をリリース、また初の全国ツアーを開催。2015年に「TOKYOピアニズム宣言『“あらゆる音楽はピアノで表現できる”（後略）』」をコンセプトに活動を再開した。2017年に『The future of piano』でメジャーデビューを果たす。2020年に大井健が事務所を退所し、鍵盤男子を「勇退」した。

## 特色
- クラシックをベースに、ポップスなどの様々なジャンルの要素を融合[3]。
- 超絶技巧、高速連弾[3][4]。
- 鍵盤上で腕が交差したり、座り位置を入れ替えたり、新しく自由でユニークな演奏スタイル[3][5]。
- イケメン[6]。

## メンバー

### 中村匡宏
少年時代、家族の反対を説得し、音楽の道に進む。鹿児島県立松陽高等学校音楽科、国立音楽大学音楽学部作曲学科を卒業、同大学院修士課程作曲専攻、同博士後期課程音楽研究科創作研究領域を修了し、博士号（音楽）取得。また、ウィーン国立音楽大学大学院 postgaraduate 作曲科を修了。作曲、楽曲制作、ピアノ演奏、指揮、編曲など、多岐にわたる活動をしている。

## 元メンバー

### 大井健
3歳よりピアノを始め、幼少期よりヨーロッパで学び、同地で演奏活動も行う。日本に帰国後、国立音楽大学付属高等学校、国立音楽大学音楽学部器楽科ピアノ専攻を卒業。大学卒業後、オペラユニット「レジェンド」の専属ピアニストを皮切りに、演奏活動を開始した。2015年にはアルバム『Piano Love』にてソロメジャーデビュー。2017年にはソロセカンドアルバム『Piano Love II』を、2018年にはソロDVD『Piano Love The Movie〜Music Documentary Film』をリリースした。また、ソロにてコンサートツアー2018『Piano Love 2018 〜Departure〜』を開催した。2020年に事務所を退所し、鍵盤男子を「勇退」した。

## ディスコグラフィ
- 『Bon Boyage』、アルバムCD、2014年、Lミュージック[9]。
- 『The future of piano』、アルバムCD、2017年、ワーナーミュージック・ジャパン[10]。
- 『The future of piano -FINAL-』、ライブBlu-ray、2018年、ワーナーミュージック・ジャパン[10]。

## コンサート
- 「全国ツアー Bon Voyage」：2014年[11]。
- 「Anniversary Special Live The future of piano」：2017年、品川プリンスホテル・クラブex、メジャーデビューアルバムリリース記念ライブ[12]。
- 「コンサートツアー2018 The future of piano」：2018年2月-7月、全国12か所（東京都中央区銀座、名古屋市、大阪市、群馬県太田市、長崎市、広島市、鹿児島市、福岡市、札幌市、青森市、仙台市、東京都港区六本木）[13]。
- 「コンサートツアー2018 ピアニズム」：2018年9月-12月、全国11か所（横浜市、山梨県甲府市、札幌市、大阪市、長野市、石川県金沢市、秋田市、名古屋市、福岡市、仙台市）[5]。
- 「コンサート Freedom 2019」：2019年[14]。
- 「CONCERT TOUR 2020」：2020年4月-7月、全国8か所の予定であったが、全公演中止となった[14]。

## イベント
- 東京ミッドタウン日比谷『Hibiya Festival The Stage』
- 中津川 THE SOLAR BUDOKAN 2018：2018年9月22日-23日
- 響き、味わう、文化の祭典『時の響 2018』in京都：2018年10月19日-20日

## 出演番組
- Eテレ『ムジカ-ピッコリーノ』
- 日本テレビ系 『スッキリ』 “スッタメ”コーナー生出演　11/10（2017年）[15]。
- 日テレプラス 『鍵盤男子　魔法のピアノ ～新感覚ピアノデュオの魅力～』（2017年）[16]。
- 日テレ 『東京暇人』 10/27　※深夜関東エリア1都6県（2017年）
- テレビ朝日 『天才キッズ全員集合～君ならデキる!!～』 10/16（2017年）（中村匡宏出演）
- CBCテレビ 『ゴゴスマ！』 エンディング生出演　12/19（2017年）
- KHB東日本 『突撃！ナマイキTV』 生放送 1/26（2017年）
- NHK 『バナナゼロミュージック』1/27(2018年)　[6]。
- HTB（北海道テレビ放送）『イチオシ！モーニング』 生出演 2/26(2018年)
- 日テレプラス　『鍵盤男子』デビューコンサート「THE HISTORY」／「THE FUTURE」(2018年)
- NHK福岡 『おはサタ！』　2/10(2018年)
- MBC（南日本放送）『かごしま4（よじ）』　2/1(2018年)
- NHK鹿児島　『ひるまえクルーズかごしま』　3/12(2018年)
- 日テレプラス　『それいけ！アンパンマン』“「アンパンマンのマーチ」を鍵盤男子と連弾しよう！”　コーナー出演(2018年)
- NHK総合 『ニュースシブ5時』 出演(2018年)
- NHK総合「崖っぷちの淵子！」　の全音楽を担当　2018年8月25日（土）NHK総合　午後11:30～放送
- 日テレプラス「『鍵盤男子』ライブ 〜LIVE FOR FUTURE〜」（2020年）[17]。